# Flagge der uigurischen Unabhängigkeitsbewegung

Kök bayraq: Flagge der Unabhängigkeitsbewegung

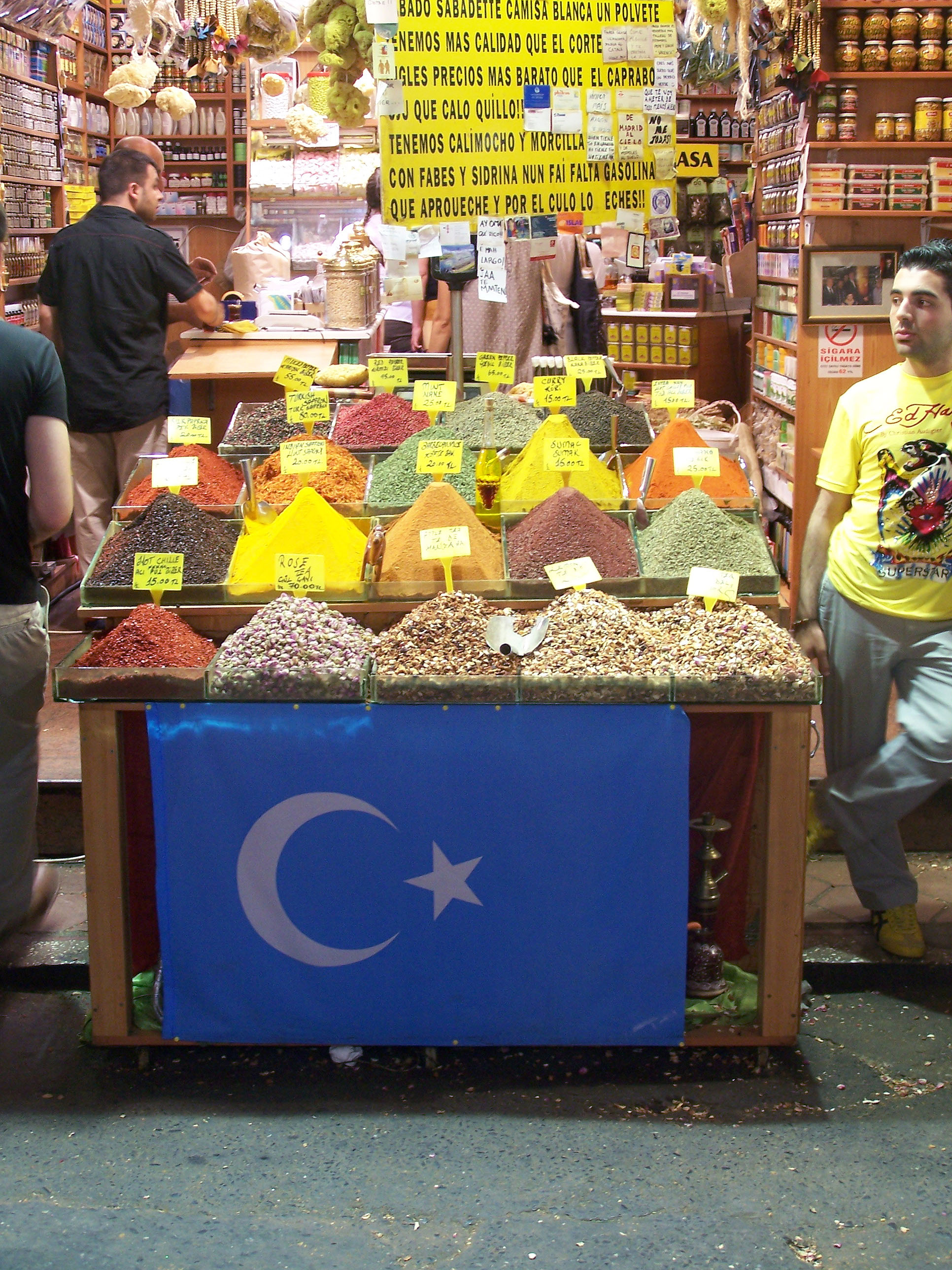
Uigurische Flagge bei einem Gewürzhändler am Ägyptischen Basar im Istanbuler Stadtteil Eminönü

Die Flagge der uigurischen Unabhängigkeitsbewegung war ein knappes Jahr lang eine der Flaggen der ersten „Republik Ostturkestan“. Heute wird sie von Organisationen im Exil als „Flagge der uigurischen Unabhängigkeitsbewegung“ benutzt. Separatisten bezeichnen sie auch nach wie vor als „Nationalflagge Ostturkestans“.

## Beschreibung und Bedeutung
Vorbild im Aufbau ist die türkische Flagge. Blau symbolisiert die Gemeinschaft der Turkvölker, zu denen auch die Uiguren gehören. Halbmond und Stern stehen für den Islam.

## Geschichte und Status
Die Flagge wurde von 1933 bis 1934 als eine von mehreren Flaggen der ersten „Islamischen Republik Ostturkestan“ („Republik Uiguristan“) verwendet. Die Republik mit Zentrum in Kaschgar war in Teilen der damaligen Provinz Xinjiang der Republik China als Ergebnis einer separatistischen Bewegung gegründet worden.
Eine zweite „Republik Ostturkestan“, die am 12. November 1944 in Gulja gegründet wurde und deren Fläche in etwa der des heutigen Kasachischen Autonomen Bezirks Ili entspricht, führte neben anderen eine ähnliche Flagge. Auf ihr zeigt die „Öffnung“ des Halbmonds nach links oben und der Stern schwebt dementsprechend auch nach links oben. Diese zweite Republik, die von der Sowjetunion unterstützt wurde und sich revolutionär pro-kommunistisch orientierte, zeigte die Flagge anfangs auf hellblauem, später häufig auch auf rotem Grund. Am 1. Oktober 1949 löste sie sich auf und wurde – so wie alle anderen Gebiete Xinjiangs auch – Teil der neu gegründeten Volksrepublik China. Im September 1955 wurde schließlich die ehemalige Provinz Xinjiang in das Uigurische Autonome Gebiet Xinjiang umgewandelt.

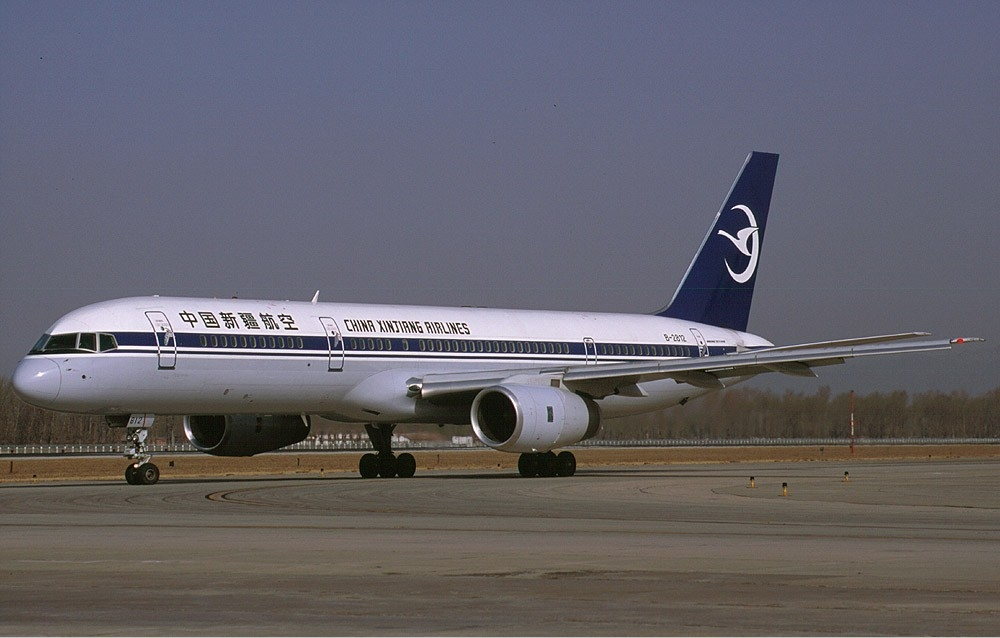
Boeing 757 der China Xinjiang Airline im Jahr 2002

Die chinesische Regierung unterdrückt die separatistischen Strömungen in Xinjiang. Das Zeigen der Flagge ist daher in ganz China verboten. Allerdings war die Flagge der staatlichen China Xinjiang Airlines daran angelehnt und zeigte bis zur Eingliederung in die China Southern Airlines 2003 einen fliegenden Schwan und einen (seitenverkehrten) Halbmond auf blauem Grund.